# Dis Pater
Pour les articles homonymes, voir Dis, Pater et Dispater.
Dīs Pater, fréquemment écrit Dispater et abrégé Dis, est le nom romain d'un dieu des Enfers antiques qui est devenu au fil des années Pluton.

## Étymologie
Cicéron dans son De natura deorum fait dériver le nom Dīs Pater de dives, ce qui suggérait le sens de « Père des richesses », correspondant au nom  Pluton (du grec Πλούτων, Ploutōn, signifiant « riche »). Selon quelques auteurs du XIXe siècle, une grande partie des étymologies proposées par Cicéron ne doivent pas être prises au sérieux, et pourraient avoir été simplement ironiques. Malgré tout, cette étymologie a été acceptée par quelques auteurs contemporains, qui défendent que Dīs Pater est une traduction littérale de Ploutōn.
Dīs (variante Dītis) est la contraction de dīves (« riche, fortuné"), probablement dérivé de dīus (« divin ») via la forme *deui-ot ou *deui-et (« celui qui est comme les dieux, protégé par les dieux »).

## Dis Pateret les Gaulois
Chez les Romains, Dis Pater est un dieu assez obscur assimilé à Pluton. Or, d'après Jules César, « (...) Les Gaulois se vantent d'être issus de Dis Pater, tradition qu'ils disent tenir des druides. C'est pour cette raison qu'ils mesurent le temps, non par le nombre des jours ; mais par celui des nuits. Ils calculent les jours de naissance, le commencement des mois et celui des années, de manière que le jour suive la nuit dans leur calcul (...) ». Quand Jules César évoque les dieux des Gaulois, il les désigne sous le nom de divinités romaines. L'affirmation relative à Dis Pater a donné lieu à plusieurs interprétations, les historiens et archéologues cherchant à identifier le dieu gaulois que César présente sous un nom latin Hadès ou Pluton.
- Selon l'archéologue et chercheur au CNRS Jean-Louis Brunaux, la personnalité du dieu gaulois qui lui est comparée ne peut être comprise que si elle est mise en relation avec la croyance, transmise par les druides, de la transmigration des âmes, une forme de métempsycose au cours de laquelle l'âme du défunt s'installe dans un autre corps humain à sa mort. Dans le texte de César, c'est cette théorie qui serait évoquée, les corps humains ne sont que les véhicules de l'âme et le dieu gaulois serait le père de toutes les âmes : celles-ci seraient issues du monde souterrain qu'elles quitteraient pour gagner la vie terrestre[5]. Pour Jean-Louis Brunaux, on peut penser que c'est dans le royaume souterrain de Dis Pater que les âmes passaient d'un corps à l'autre[6]. Les âmes immortelles passeraient ainsi de corps en corps jusqu'à l'atteinte d'un état de pureté la rendant totalement divine : les âmes des guerriers les plus braves étant ainsi appelées à échapper au cycle des réincarnations et à rejoindre le séjour des dieux.
- Selon l'archiviste paléographe Anne Lombard-Jourdan, le dieu père des Gaulois pourrait avoir été honoré sous des formes et des dénominations variées : tel peuple pouvait célébrer son culte sous tel ou tel nom selon des qualités divines mises en avant par les druides locaux[7]. Ces appellations ont donné naissance à des dieux plus connus : chacun de ces dieux ne serait en fait qu'une hypostase du dieu Père. Cernunnos pourrait être ainsi une désignation de Dis Pater.
- Selon l'historien Paul-Marie Duval, il existe des parallélismes entre Dis Pater et Sucellos[8]. Sucellos est un dieu gaulois, représenté avec un maillet, divinité chtonienne qui possède le don de frapper et de faire renaître.